# Opalchenie Peak
Der Opalchenie Peak (englisch; bulgarisch връх Опълчение wrach Opaltschenie) ist ein 4600 m hoher Gipfel am südlichen Ende des Vinson-Plateaus in der Sentinel Range des Ellsworthgebirges im westantarktischen Ellsworthland. Er ragt mit nur geringer Prominenz 2,66 km südsüdöstlich des Silverstein Peak, 0,9 km südlich des Fukushima Peak, 7,49 km nordwestlich des Mount Rutford, 4,09 km nördlich bis östlich des Mount Slaughter und 7,41 km östlich des Brichebor Peak auf. Südlich von ihm erstrecken sich zwei Gebirgsgrate, zwischen denen der Donnellan-Gletscher liegt und von denen der südliche Mount Slaughter beheimatet. Seine markanten Südhänge sind teilweise unvereist.
US-amerikanische Wissenschaftler kartierten ihn 1988. Die bulgarische Kommission für Antarktische Geographische Namen benannte ihn 2010 nach der Bezeichnung für bulgarische Freiwillige im Russisch-Osmanischen Krieg  (1877–1878) und in der Makedonisch-Adrianopeler Landwehr während der Balkankriege (1912–1913).